# Wolffia borealis
Wolffia borealis är en kallaväxtart som först beskrevs av Georg George Engelmann och Christoph Friedrich Hegelmaier, och fick sitt nu gällande namn av Landolt. Wolffia borealis ingår i släktet Wolffia och familjen kallaväxter. Inga underarter finns listade.